# 广义货币
广义货币是一个经济学概念，和狭义货币相对应。在经济学中通常以来表示，其计算方法是社会流通货币总量加上活期存款以及定期存款与储蓄存款。
但由于历史原因，在不同国家其统计口径及表示方法会有所不同。例如，在美国的经济统计中，常常以表示广义货币；而在英国，则以表示。